# Hladnikova brv na Špici
Hladnikova brv na Špici, prej Brv na Špici, je most oziroma brv za pešce in kolesarje, ki prečka Gruberjev kanal v Ljubljani na Prulah. Brv je del celostne urbane ureditve Špice in mesto povezuje z zelenim zaledjem, predmestjem ter Botaničnim vrtom.
Brv je bila predana prometu 7. maja 2009. Projekt so izdelali v Ateljeju Dešman (arhitekta Miha in Katarina Dešman) in projektivnem podjetju Arhé, gradbena dela so izvedli Gradis Ljubljana, Inštitut za metalne konstrukcije, Ljubljana in podjetje Meteorit. Projekt postavitve mostu je vodila Služba za razvojne projekte in investicije MU MOL. Leta 2013 je bila z odlokom MOL poimenovana po slovenskem botaniku in duhovniku Francu Hladniku, ustanovitelju Botaničnega vrta.
Most je lahkotna prostorska palična konstrukcija dvojnega loka z odprtim trikotnim prerezom razpetine 38 m. Ima le minimalne temelje, ki ležijo na pilotih, tako da ni bil poškodovan obrežni rob. V nosilni prerez je v rahlem loku postavljena pohodna površina. Ker se konstrukcija loka vzpenja hitreje kot hojnica, se prometna površina proti sredini zoži, proti bregovoma pa razširi (s 3,5 m na sredini na 4,5 m na bregovih). V pohodno površino je vgrajeno talno gretje. Osvetlitev mostu je izvedena z LED svetilkami, zato je diskretna in varčna. 
Celotno konstrukcijo so izdelali v delavnici podjetja Meteorit in jo v treh kosih prepeljali na objekt, kjer so jo zvarili in zmontirali. Kljub majhni teži jeklene konstrukcije (29 ton) je montaža, zaradi oteženega pristopa in zahteve po ohranitvi okoliških dreves, potekala s pomočjo dveh avtodvigal nosilnosti 200 t in avtodvigala 60 t.
Prej degradiran obrežni prostor na območju Špice in ob Gruberjevem kanalu je bil v nadaljevanju urejen kot mestni park. Ima kaskadno ureditev, obilico zelenja, novo tlakovanje in osvetlitev, ter urejen rečni pristan. Tukaj je tudi velika pergola s stalno arheološko razstavo o zgodovini Ljubljanice. Celoten prostor služi razstavam na prostem in kot avditorij za razne prireditve. Ureditev Špice so pripravili v ARHE d.o.o. Ljubljana in ATELIER arhitekti, izvajalec del je bilo GRADIS, Gradbeno podjetje Ljubljana. Mestna občina Ljubljana je v sodelovanju z Društvom arhitektov Ljubljane in z Zbornico za arhitekturo in prostor razpisala javni anonimni natečaj za ureditev prostora ob Ljubljanici in Gruberjevem kanalu.